# 김해승
김해승(한국 한자: 金諧承, 2003년 2월 6일 ~ )은 대한민국의 축구 선수로, 포지션은 스트라이커이다. 현재 K리그1 강원 FC 소속이다.